# Expressed sequence tag
Le Expressed Sequence Tags (ESTs) sono delle brevi sequenze di DNA che corrispondono alle regioni terminali di sequenze di cDNA più lunghe. Le molecole di cDNA sono ottenute dalla retrotrascrizione della popolazione di mRNA contenuti nelle cellule di un tessuto. In sostanza, le EST rappresentano porzioni di mRNA che permettono di individuare geni espressi tramite un'analisi sistematica del trascrittoma. Negli anni '90 questo approccio è stato utilizzato per scoprire nuovi geni e/o associare la loro espressione a specifici tipi cellulari. Una volta identificati geni di interesse, vengono svolte delle analisi più mirate per ottenere l'intera sequenza del relativo cDNA. Quest'ultimo può essere poi utilizzato come sonda in esperimenti come il northern blot o microarray.

Il termine EST fu introdotto nel 1991 da Craig Venter.
Le EST non corrispondono necessariamente a frammenti di mRNA, ma possono appartenere anche ad altri RNA non codificanti per alcuna proteina (ncRNA), come i miRNA, sebbene presenti in quantità molto basse. Le EST sono sequenze brevi (in genere tra le 300 bp e le 500 bp) e piuttosto inaccurate (circa un 2% di errore); ciò è dovuto al fatto che la reazione di sequenziamento viene di solito effettuata automaticamente in una sola direzione o comunque non-overlapping. Le EST sono dunque in genere più corte dei trascritti completi, perché sequenziare un intero mRNA è più costoso: questo però può produrre risultati errati nel caso vi siano forme di splicing alternativo non conosciute.
L'identificazione di nuove EST procede rapidamente, ed ora le EST pubbliche disponibili ammontano a quasi 75 milioni (GenBank, gennaio 2013), di cui oltre 8 milioni derivano da sequenze umane: tra queste sono comprese molte sequenze ridondanti o che mappano in punti diversi dello stesso mRNA, il che spiega l'enorme abbondanza di EST in rapporto al numero di geni. In base alle conoscenze attuali (2008) del genoma umano, non vi è alcuna verifica sperimentale dell'esistenza di un numero così alto di geni codificanti, infatti si stima che esistano tra 25.000 e 30.000 geni umani. Le banche dati dbEST e Unigene sono state sviluppate per raggruppare tutte le EST appartenenti allo stesso gene.

## Collegamenti
(EN)  The NCBI Handbook sezione sulla descrizione delle EST